# Мирошхина, Наталия Митрофановна
Наталия Митрофановна Мирошхина (26 августа 1897, Гурьев, Уральская область — 18 августа 1973, Ташкент) — советский государственный и политический деятель, доктор философских наук, профессор, заслуженный деятель науки Узбекской ССР.

## Биография
Родилась 26 августа (7 сентября) 1897 года в Гурьеве. Член КПСС.
В 1918—1921 годы работала учителем в Гурьеве, руководила школами политграмоты, заведовала школой 2-й ступени и библиотекой губкома РКП(б). В 1922 году вступила в РКП(б).
В 1924 году окончила Саратовский государственный университет, в 1925 — Институт научных сотрудников Саратовского областного коммунистического университета. Преподавала исторический материализм в Саратовском областном коммунистическом и Саратовском государственном университетах. С 1930 года преподавала в Среднеазиатском / Ташкентском государственном университете: доцент (1930—1931), заведующая кафедрой (1936—1962), профессор кафедры философии (1962—1973). Кроме того, заведовала кафедрой в Ташкентском планово-экономическом институте (1931—1932), а также лекторским отделом ЦК КП Узбекской ССР (1942—1946).
Избиралась депутатом Верховного Совета Узбекской ССР 2-го, 3-го, 4-го, 5-го созывов; в 1947—1959 годы — заместитель председателя Президиума Верховного Совета Узбекской ССР, в 1951—1955 — член Президиума Верховного Совета Узбекской ССР.
Умерла в Ташкенте 18 августа 1973 года; похоронена на Боткинском кладбище.

## Научная деятельность
Профессор (1938). Автор более 40 научных трудов.

## Награды
- Заслуженный деятель науки УзССР (1957).
- орден Трудового Красного Знамени
- орден «Знак Почёта»
- медали[2].